# مجلس الشيوخ الهندي
راجيا سابها أو مجلس الولايات هو المجلس الأدنى في برلمان الهند. عضوية راجيا سابها محدودة بالدستور بحد أقصى 250 عضوا، والقوانين الحالية تنص على 245 عضوا. وينتخب معظم أعضاء مجلس النواب بشكل غير مباشر من قبل الهيئات التشريعية في الولايات والمقاطعات باستخدام أصوات واحدة قابلة للتحويل، في حين يمكن للرئيس تعيين 12 عضوا لمساهماتهم في الفنون والأدب والعلوم والخدمات الاجتماعية. ويجلس الأعضاء لمدة ست سنوات متداخلة، حيث يتقاعد ثلث الأعضاء كل سنتين.
يجتمع راجيا سابها في جلسات مستمرة، وعلى عكس لوك سابها، مجلس النواب في البرلمان، لا يخضع للحل. ومع ذلك، فإن راجيا سابها، مثل لوك سابها يمكن أن يلغي من قبل الرئيس. وراجيا سابها على قدم المساواة في جميع مجالات التشريع مع لوك سابها، إلا في مجال العرض، حيث لوك سابها لديه صلاحيات طاغية. وفي حالة التشريعات المتضاربة، يمكن عقد جلسة مشتركة بين المجلسين. ومع ذلك، وبما أن لوك سابها لديها ضعف عدد الأعضاء مثل راجيا سابها، فإن الأول عادة ما يحمل قوة أكبر. والجلسات المشتركة لمجلس النواب في الهند نادرة، وفي تاريخ الجمهورية، لم تعقد سوى ثلاث دورات مشتركة من هذا القبيل؛ وآخرها إقرار قانون منع الإرهاب لعام 2002.
نائب رئيس الهند (حاليا، محمد حميد أنصاري) هو رئيس مجلس إدارة راجيا سابها بحكم منصبه، الذي يترأس دوراته. ويتولى نائب الرئيس، الذي ينتخب من بين أعضاء المجلس، العناية بالمسائل اليومية للبيت في غياب الرئيس. عقدت راجيا سابها أول جلسة لها في 13 مايو 1952. الراتب والمزايا الأخرى لعضو في راجيا سابها هي نفسها لعضو في لوك سابها.
يتم انتخاب أعضاء راجيا سابها من قبل المجالس التشريعية للولاية بدلا من مباشرة من خلال الناخبين من خلال طريقة واحدة للتحويل التصويت.

## المؤهلات
وتنص المادة 84 من الدستور على مؤهلات العضوية في البرلمان. يجب على عضو راجيا سابها:
- يجب أن يكون مواطنا من الهند
- يجب أن تجعل والاشتراك قبل بعض الشخص المأذون له في ذلك باسم من قبل لجنة الانتخابات اليمين أو تأكيد وفقا للشكل المنصوص عليه في الجدول الثالث للدستور؛
- يجب أن يكون على الأقل 30 سنة.
- يجب أن تنتخب من قبل الجمعية التشريعية للدول والأقاليم الاتحاد عن طريق صوت واحد للتحويل من خلال التمثيل النسبي.
- يجب أن يكون اسمهم موجود في قائمة الناخبين.
- لا يمكن أن يكون مجرم معلنة.
- لا يمكن أن يكون معسرا، أي أنه لا ينبغي أن يكون في حالة عجز عن سداده بطريقة حالية وأن يكون لديه القدرة على الوفاء بنفقاته المالية.
- لا ينبغي أن تحتفظ بأي مكتب آخر للربح تحت حكومة الهند.
- لا ينبغي أن يكون العقل غير سليم.
- يجب أن يمتلك المؤهلات الأخرى التي قد يحددها ذلك القانون بموجب أو بموجب أي قانون يصدره البرلمان.

وبالإضافة إلى ذلك، يتم ترشيح اثني عشر عضوا من قبل رئيس الهند لديهم معرفة خاصة في مجالات مختلفة مثل الفنون والعلوم. ومع ذلك، لا يحق لهم التصويت في الانتخابات الرئاسية وفقا للمادة 55 من الدستور.

## القيود
دستور الهند يضع بعض القيود على راجيا سابها مما يجعل لوك سبها أكثر قوة في بعض المناطق في المقارنة.

### فواتير المال
فواتير المال، على النحو المحدد في قانون دستور الهند رقم 110، لا يمكن إدخالها إلا في لوك سابها. عندما يمر لوك سابها فاتورة المال، وينقلها إلى راجيا سابها، راجيا سابها لديها أربعة عشر يوما فقط لإعادة مشروع القانون (مع أو بدون تعديلات) لوك سابها. إذا فشلت راجيا سابها في إعادة مشروع القانون في غضون أربعة عشر يوما، يعتبر هذا المشروع قد مرت به كل من مجلس النواب. أيضا، إذا رفض لوك سابها أي (أو كل) من التعديلات المقترحة من قبل راجيا سابها، ويعتبر مشروع القانون قد تم تمريرها من قبل كل من مجلسي البرلمان في شكل لوك سابها أخيرا يمر عليه. وبالتالي، لا يمكن لراجيا سابها أن تعطل أو تعدل فاتورة المال دون موافقة لوك سابها على نفسه.

### المشاركة في البرلمان
وتنص المادة 108 على عقد جلسة مشتركة لمجلسي البرلمان في بعض الحالات.
والدورات المشتركة للبرلمان نادرة، وقد عقدت ثلاث مرات في السنوات ال 69 الماضية، من أجل إقرار قانون تشريعي محدد، آخرها في عام 2002:
- 1961: قانون حظر المهر، 1958
- 1978: قانون (إلغاء) لجنة الخدمات المصرفية، 1977
- 2002: قانون منع الإرهاب، 2002

### اقتراح بعدم الثقة
وعلى عكس لوك سابها، لا يمكن لعضو في راجيا سابها أن يجلب إلى البيت اقتراحا بعدم الثقة تجاه الحكومة.

## القوى
في الهيكل الفدرالي الهندي، راجيا سابها هو ممثل عن الدول في الاتحاد التشريعي للاتحاد (وبالتالي اسم، مجلس الدول). ومن ثم، تمنح راجيا سابها سلطات تحمي حقوق الدول ضد الاتحاد.

### العلاقات بين الاتحاد والولايات
ويسمح الدستور لبرلمان الهند بوضع قوانين بشأن المسائل المخصصة للدول (قائمة الدول). ومع ذلك، فإن هذا لا يمكن أن يتم إلا إذا مرت راجيا سابها لأول مرة قرار بأغلبية الثلثين خاصة بمنح هذه السلطة للبرلمان الاتحاد. ولا يمكن لحكومة الاتحاد أن تصدر قانونا بشأن مسألة محفوظة للدول دون إذن من راجيا سابها.

### إنشاء الخدمات في جميع أنحاء الهند
يمكن لراجيا سابها، بأغلبية ثلثي الأغلبية، أن تمرر قرارا يمكِّن حكومة الهند من إنشاء المزيد من خدمات الهند المشتركة بين الاتحاد والدول، بما في ذلك الخدمة القضائية.

## العضوية والتكوين
وتخصص المقاعد بما يتناسب مع عدد السكان في كل ولاية أو إقليم اتحاد على نحو يجعل الدول الأصغر لديها ميزة طفيفة على الدول الأكثر اكتظاظا بالسكان. وبالإضافة إلى ذلك، فإن أقاليم الاتحاد الأصغر حجما، التي ليست دولا وليست لها هيئات تشريعية، ليس لها تمثيل في راجيا سابها. ومن ثم، لا ترسل جزر أندامان ونيكوبار، ولاكشادويب، وشانديغار، ودامان ديو، ودادرا وناغار هافيلي أي ممثلين إلى راجيا سابها. يتم تعيين 12 عضوا من قبل الرئيس.
ووفقا للجدول الرابع لدستور الهند في 26 يناير 1950، كان من المقرر أن يتألف راجيا سابها من 216 عضوا من بينهم 12 عضوا يعينهم الرئيس وال 204 المتبقون المنتخبون لتمثيل الدول. بيد أن القوة الحالية هي 245 عضوا من بينهم 233 ممثلا عن الولايات والأقاليم النقابية و 12 مرشحا من قبل الرئيس. والأعضاء الإثني عشر المرشحون من راجيا سابها هم أشخاص بارزين في ميادين معينة، وهم معروفون جيدا في مجال معين. بعض الأمثلة على هؤلاء المرشحين هم رمز الكريكيت ساشين تيندولكار، محافظ ببيال جالان السابق، وشاعر الغنائي الشهير والشاعر جاويد اختر. واعتبارا من مارس 2014، تخصص كل ولاية أو إقليم نقابي محدد في العمود الأول من الجدول التالي عدد المقاعد المحددة في العمود الثاني من تلك الجهة المقابلة لتلك الدولة أو إقليم الاتحاد، حسب الحالة:
| اسم الدولة والأقاليم الاتحادية | عدد المقاعد |
| ------------------------------ | ----------- |
| ولاية اندرا براديش             | 11          |
| اروناتشال براديش               | 1           |
| أسام                           | 7           |
| بيهار                          | 16          |
| تشاتيسغاره                     | 5           |
| غوا                            | 1           |
| غوجارات                        | 11          |
| هريانا                         | 5           |
| هيماشال براديش                 | 3           |
| جامو وكشمير                    | 4           |
| جرخاند                         | 6           |
| كارناتاكا                      | 12          |
| كيرالا                         | 9           |
| ماديا براديش                   | 11          |
| مهاراشترا                      | 19          |
| مانيبور                        | 1           |
| ميغالايا                       | 1           |
| ميزورام                        | 1           |
| ناغالاند                       | 1           |
| إقليم العاصمة الوطنية (دلهي)   | 3           |
| رشح                            | 12          |
| أوديشا                         | 10          |
| بودوشري                        | 1           |
| البنجاب                        | 7           |
| راجستان                        | 10          |
| سيكيم                          | 1           |
| تاميل نادو                     | 18          |
| تيلانجانا                      | 7           |
| تريبورا                        | 1           |
| أوتار براديش                   | 31          |
| أوتاراخاند                     | 3           |
| البنغال الغربية                | 16          |
| مجموع                          | 245         |

### العضوية حسب الطرف
أمانة راجيا سابها (حتى 24 أبريل 2017)
| التحالفات                                | حزب                           | مب  |
| ---------------------------------------- | ----------------------------- | --- |
| التحالف الديمقراطي الوطني المقاعد: 74    | حزب بهاراتيا جاناتا           | 56  |
| حزب التيلجو ديسام                        | 6                             |     |
| شيروماني أكالي دال                       | 3                             |     |
| شيف سينا                                 | 3                             |     |
| الحزب الديمقراطي الشعبي في جامو وكشمير   | 2                             |     |
| بودولاند، الشعوب، تكتل سياسي             | 1                             |     |
| جبهة الشعب النجا                         | 1                             |     |
| الحزب الجمهوري في الهند                  | 1                             |     |
| جبهة سيكيم الديمقراطية                   | 1                             |     |
| التحالف التقدمي المتحد المقاعد: 65       | المؤتمر الوطني الهندي         | 59  |
| درافيدا مونيترا كازاجام                  | 4                             |     |
| الرابطة الإسلامية للاتحاد الهندي (إيومل) | 1                             |     |
| كيرالا كونغريس                           | 1                             |     |
| جاناتا باريفار المقاعد: 15               | جاناتا دال (الولايات المتحدة) | 10  |
| راشتريا جاناتا دال                       | 3                             |     |
| الهندي الوطني لوك دال                    | 1                             |     |
| جاناتا دال (علمانية)                     | 1                             |     |
| الأطراف الأخرى المقاعد: 75               | حزب ساماجوادي                 | 18  |
| جميع الهند آنا درافيدا مونيترا كازاجام   | 13                            |     |
| جميع الهند ترينامول الكونغرس             | 12                            |     |
| الحزب الشيوعي الهندي (الماركسي)          | 8                             |     |
| بيجو جاناتا دال                          | 7                             |     |
| حزب بهوجان ساماج                         | 6                             |     |
| حزب المؤتمر الوطني                       | 5                             |     |
| تيلانجانا راشترا ساميثي                  | 3                             |     |
| الحزب الشيوعى الهندي                     | 1                             |     |
| جرخاند موكتي مورشا                       | 1                             |     |
| حزب المؤتمر يسر                          | 1                             |     |
| رشح                                      |                               | 8   |
| المستقلين                                |                               | 6   |
| المقاعد الشاغرة                          |                               | 2   |
| المجموع                                  |                               | 245 |

## ضباط

### زعيم مجلس النواب
وإلى جانب الرئيس (نائب رئيس الهند) ونائب الرئيس، هناك أيضا وظيفة تسمى رئيس المجلس. هذا هو وزير مجلس الوزراء - رئيس الوزراء إذا كان عضوا في مجلس النواب، أو وزير آخر رشح. وللمقعد مقعد بجوار الرئيس، في الصف الأول.

### زعيم المعارضة (لوب)
إلى جانب زعيم البيت، الذي يقود الأغلبية، وهناك أيضا زعيم المعارضة وندش]؛ التي تقود أحزاب الأقلية. ولم يعترف بهذه الوظيفة إلا في راتب وبدلات زعماء المعارضة في قانون البرلمان لعام 1977. وهذا هو عادة زعيم أكبر حزب للأقليات ويعترف به الرئيس على هذا النحو.
وكان الناس التالية زعيم المعارضة في راجيا سابها:
| لا | اسم                | من عند      | إلى        |
| -- | ------------------ | ----------- | ---------- |
| 1  | شيام ناندان ميشرا  | ديسمبر 1969 | مارس 1971  |
| 2  | غوروباداسوامي      | مارس 1971   | أبريل 1972 |
| 3  | كاملاباتي تريباثي  | 30.3.1977   | 15.2.1978  |
| 4  | بولا باسوان شاستري | 24.2.1978   | 23.3.1978  |
| 5  | كاملاباتي تريباثي  | 23.3.1978   | 2.4.1978   |
| 6  | كاملاباتي تريباثي  | 18.4.1978   | 8.1.1980   |
| 7  | لال كريشنا أدفاني  | 21.1.1980   | 7.4.1980   |
| 8  | ص. شيف شانكار      | 18.12.1989  | 2.1.1991   |
| 9  | غوروباداسوامي      | 28.6.1991   | 21.7.1991  |
| 10 | جايبال ريدي        | 22.7.1991   | 29.6.1992  |
| 11 | سيكندر بخت         | 7.7.1992    | 10.4.1996  |
| 12 | سيكندر بخت         | 10.4.1996   | 23.5.1996  |
| 13 | شانكاراو تشافان    | 23.5.1996   | 1.6.1996   |
| 14 | سيكندر بخت         | 1.6.1996    | 19.3.1998  |
| 15 | د. مانموهان سينغ   | 21.3.1998   | 21.5.2004  |
| 16 | جاسوانت سينغ       | 3.6.2004    | 4.7.2004   |
| 17 | جاسوانت سينغ       | 5.7.2004    | 16.5.2009  |
| 18 | أرون جيتلي         | 3.6.2009    | 26.5.2014  |
| 19 | غلام نبي أزاد      | 8.6.2014    | حتى الآن   |

## الأمانة العامة
وأنشئت أمانة راجيا سابها عملا بالأحكام الواردة في المادة 98 من الدستور. تنص المادة المذكورة، التي تنص على تعيين موظفي سكرتارية مستقلين لكل مجلس برلمان، على ما يلي: - 98 - أمانة البرلمان - يكون لكل مجلس برلمان موظف سكرتاري مستقل: شريطة ألا يفسر أي شيء في هذه الفقرة على أنه منع وإنشاء وظائف مشتركة بين مجلسي البرلمان. (2) يجوز للبرلمان بموجب القانون أن ينظم تجنيد وشروط خدمة الأشخاص المعينين في موظفي الأمانة في أي من مجلسي البرلمان.
وتعمل أمانة راجيا سابها تحت التوجيه العام والرئيس. وتشمل الأنشطة الرئيسية للأمانة، في جملة أمور، ما يلي:
(1) تقديم المساعدة والدعم السكرتاريين لعمل مجلس الدول (راجيا سابها) على نحو فعال لأعضاء راجيا سابها؛ '4' تقديم الخدمات إلى مختلف اللجان البرلمانية؛ '5' إعداد البحوث والمواد المرجعية وإبراز المنشورات المختلفة؛ '6' تجنيد القوى العاملة في أمانة سبها والاهتمام بمسائل الموظفين؛ و (7) إعداد ونشر سجل الإجراءات اليومية لراجيا سابها وإبراز منشورات أخرى، حسب الاقتضاء، فيما يتعلق بعمل راجيا سابها ولجانه. ويساعد الرئيس راجيا سابها، في اضطلاعه بمسؤولياته الدستورية والقانونية، الأمين العام الذي يحمل رتبة معادلة (16) لأمين مجلس الوزراء لحكومة الهند. ويساعد الأمين العام بدوره كبار الموظفين على مستوى الأمين، والأمين الإضافي، والأمين المشترك، وغيرهم من موظفي وموظفي الأمانة العامة.

## وسائل الإعلام
تلفزيون راجيا صابها (رستف) هو 24 ساعة في اليوم، سبعة أيام في الأسبوع قناة تلفزيونية برلمانية مملوكة بالكامل وتشغيلها من قبل راجيا سابها. وتهدف القناة إلى توفير تغطية متعمقة وتحليل الشؤون البرلمانية وخاصة أداء والتطورات المتعلقة راجيا سابها. خلال دورات البرلمان، وبصرف النظر عن البث التلفزيوني المباشر لوقائع راجيا سابها، رستف يقدم تحليلا حاسما لأعمال المجلس فضلا عن الأحداث البرلمانية والتطورات اليومية الأخرى.

## مزيد من القراءة
- The Nominated Members of India's Council of States: A Study of Role-Definition J. H. Proctor, Legislative Studies Quarterly, Vol. 10, No. 1, Feb 1985, pp. 53–70.
- Alistair، McMillan. "Constitution 91st Amendment Bill: A Constitutional Fraud?". nuff.ox.ac.uk. مؤرشف من الأصل في 2019-06-26. اطلع عليه بتاريخ 2014-05-19.

## وصلات الخارجية
- Rajya Sabha homepage hosted by the Indian government
- Rajya Sabha FAQ page hosted by the Indian government
- 37 Rajya Sabha members have criminal background: Study نسخة محفوظة 26 يونيو 2019 على موقع واي باك مشين. - analysis by the Association for Democratic Reforms and National Election Watch
- Nominated members list
- State wise list
- Rajya Sabha Television
- MEMBERS OF RAJYA SABHA (STATE WISE LIST) TN